# Uralský federální okruh
Uralský federální okruh Ruské federace (rusky Уральский федеральный округ) je jedním z 8 federálních okruhů Ruska. Zaujímá západní část asijského a východní část evropského Ruska. Sídlem správy je Jekatěrinburg.

## Obecné údaje
Okruh zabírá 10,5 % rozlohy Ruska. Počet obyvatel mírně ubývá, podle sčítání v roce 2002 zde žilo 12 373 926; v roce 2010 to bylo 12 080 526. Podíl městského obyvatelstva činí 79,9 %.

## Zahrnuté subjekty
- Oblasti: Kurganská oblast, Sverdlovská oblast, Ťumeňská oblast, Čeljabinská oblast
- Autonomní okruhy: Chantymansijský autonomní okruh – Jugra, Jamalo-něnecký autonomní okruh